# Alán Kasáyev
Alán Taimurázovich Kasáyev (en ruso: Алан Таймуразович Касаев, frecuentemente transliterado como Alan Kasaev) es un exfutbolista ruso que jugaba como centrocampista. Nació el 8 de abril de 1986 en Ordzhonikidze, actual Vladikavkaz.

## Trayectoria
Alan Kasaev comenzó su carrera futbolística profesional en el modesto FC Titan Reutov -ahora renombrado FC Titan Klin-, en 2002. En 2003 dio el salta al FC Shinnik Yaroslavl, pero no disfrutó de minutos y el Zenit de San Petersburgo se hizo con sus servicios en 2004. Sin embargo, en el equipo petersburgués tampoco llegó a debutar y en 2007 fue cedido al FC Alania Vladikavkaz, equipo con quien completó una gran campaña disputando 36 partidos y anotando tres goles.
En 2008 fue fichado por el FC Kuban Krasnodar, equipo con el que debutó en la Liga Premier de Rusia contra el FC Rubin Kazán el 19 de marzo de 2009. En ese mismo año y precisamente el equipo tártaro del Rubin se hizo con el fichaje de Kasaev.
El 7 de julio de 2013 es cedido al Dinamo Moscú con una ficha de casi 500 000 euros durante un año, con una viabilidad de que se quede bajo un coste de 3,5 millones de euros.

## Clubes
| Club                            | País  | Año       |
| ------------------------------- | ----- | --------- |
| FC Titan Klin                   | Rusia | 2002      |
| FC Shinnik Yaroslavl            | Rusia | 2003      |
| FC Zenit San Petersburgo        | Rusia | 2004-2007 |
| FC Alania Vladikavkaz (cedido)  | Rusia | 2007      |
| FC Kuban Krasnodar              | Rusia | 2008-2009 |
| FC Rubin Kazán                  | Rusia | 2009-2014 |
| FC Dinamo Moscú (cedido)        | Rusia | 2013-2014 |
| FC Lokomotiv Moscú              | Rusia | 2014-2019 |
| FC Baltika Kaliningrad (cedido) | Rusia | 2018-2019 |
| PFC Sochi (cedido)              | Rusia | 2019      |
| FC Avangard Kursk               | Rusia | 2019      |
| FC Alania Vladikavkaz           | Rusia | 2020      |

## Palmarés

### Campeonatos nacionales
| Título                | Club               | País  | Año     |
| --------------------- | ------------------ | ----- | ------- |
| Liga Premier de Rusia | FC Kuban Krasnodar | Rusia | 2008    |
| Liga Premier de Rusia | FC Rubin Kazán     | Rusia | 2009    |
| Supercopa de Rusia    | FC Rubin Kazán     | Rusia | 2010    |
| Copa de Rusia         | FC Rubin Kazán     | Rusia | 2011-12 |
| Supercopa de Rusia    | FC Rubin Kazán     | Rusia | 2012-13 |
| Copa de Rusia         | Lokomotiv Moscú    | Rusia | 2014-15 |
| Copa de Rusia         | Lokomotiv Moscú    | Rusia | 2016-17 |
| Liga Premier de Rusia | Lokomotiv Moscú    | Rusia | 2017-18 |